# Cthulhu
Cthulhu är ett fiktivt kosmistiskt urtidsväsen av gigantiskt monstruöst gudalikt framträdande skapad av H.P. Lovecraft. Monstret nämns i fler verk av Lovecraft, men skräcknovellen Cthulhu vaknar (engelska: The Call of Cthulhu) från 1928 är det enda där det har en framträdande roll. Cthulhu medverkar också i Lovecraft-inspirerade noveller av August Derleth och andra författare.
Berättelsen består av tre manuskript skrivna av en framliden antropolog som i sin tur byggt sina manuskript på efterlämnade anteckningar från sin gammalfarbror, en professor i semitiska språk.
Cthulhu beskrivs som en fjällig människas kropp försedd med vingar och ett bläckfiskliknande huvud. Varelsen ligger "död, men drömmande" i den sjunkna staden R'lyeh någonstans på botten av Stilla havet. Han bär bland annat titlarna "den sovande guden" (The Sleeping God) och "R'lyehs herre" (Master of R'lyeh). Cthulhu är överstepräst för "de stora äldre" (The Great Old Ones) som enligt Cthulhumytologin någon gång kommer att återvända och åsamka världen galenskap och förödelse och till slut förinta hela mänskligheten.
Enligt Lovecrafts fiktiva magiska bok Necronomicon anföll Cthulhu de äldre (The Elder Ones) på jorden. De äldres tjänare uttalade en förbannelse som förbjöd de stora äldre från att vistas under stjärnorna. Cthulhu lade sig i dvala i R'lyeh för att invänta den tid när hans tjänare skulle väcka honom. R'lyeh sjönk ner till bottnen av havet och hans mentala krafter tappade greppet om mänskligheten. Ibland försökte han kalla till sig människor som skulle väcka honom. Men förgäves eftersom ingen vet var R'lyeh ligger.

## Uttal
Rollspelet Call of Cthulhu föreskriver uttalet kuh-THOOL-hoo. Många Lovecraftvetare hävdar ett uttal liknande Clooloo eller Clulu. Ett tredje uttal kombinerar de två första genom att sätta samman de första fyra bokstäverna av namnet till något som liknar en nysning med t och h uttalade separat, K't'hoo-lhoo.
Enligt Lovecraft är det korrekta uttalet, enligt vad mänskliga stämband kan förmå, något som liknar Khlul'-hloo, där den första stavelsen uttalas gutturalt och mycket tjockt. "Den bästa liknelsen är att frusta eller hosta fram stavelserna Cluh-Luh med tungan tryckt mot gommen", beskriver Lovecraft i ett av sina brev.

## Populärkultur
Datorspel
- Cthulhu Saves the World är ett indiespel till PC som också är porterat till mobila plattformar. Man styr Cthulhu själv som motvilligt räddar världen.
- I indiespelet Terraria framställs Cthulhu som en ond gud av omätbar kraft.[1] Spelaren slåss mot ett flertal bossar med Cthulhu-tema, däribland "Eye of Cthulhu", "Brain of Cthulhu" och "Moonlord".
- I Payday 2 finns det två masker som heter Mega Cthulhu och Cthulhu.
- I Heroes of Newerth finns det en hjälte som kallas Cthulhuphant.

Musik
- Thrash metal-bandet Metallica har gjort en låt om Cthulhu vid namn The Thing That Should Not Be. Den är med på albumet Master of Puppets. På skivan innan, Ride the Lightning, har de även en instrumental låt med titeln The Call of Ktulu. Låten Dream no more, från skivan Hardwired...to Self-Destruct, handlar om Cthulhu. Den sista frasen i refrängen lyder "Cthulhu awaken".
- Death metal-bandet Nile har gjort flera låtar inspirerade av Lovecrafts mytologi. Låten "What Can Be Safely Written" handlar om Cthulhu, med textrader som "When the stars in their endless turnings/assume the angles of the same rays they shed down/in the primordial dawn of the world/Then does R'lyeh rise upward so the house of Cthulhu/emerges from under his watery prison/The mind of the god waxes strong/and he sends forth his will to those men/who are open to his influence/The command to release the seals that bind his tomb".[2] Låten återfinns på albumet Ithyphallic.
- Heavy metal-bandet Mercyful Fate gjorde en låt som heter Ktulu (The mad arab part 2).
- Deathcore-bandet The Acacia Strain har gjort en låt som heter Cthulhu. Den är med på albumet Continent.
- Heavy metal-bandet Iced Earth har gjort en låt som heter Cthulhu. Låten finns med på albumet Plagues of Babylon.
- Deadmau5 gjorde en låt med titeln 'Cthulhu Sleeps'.
- Bandet Kent sjunger på låten 'Petroleum' om en urtidsgud som liknar Cthulhu. Låten finns på skivan Jag är inte rädd för mörkret.

Övrigt
- I avsnittet The Collect Call of Cathulhu av den tecknade TV-serien The Real Ghostbusters använder en sekt Necronomicon för att släppa Cthulhu.
- Den animerade tv-serien South Park har med Cthulhu som figur i avsnitten 'Coon 2: Hindsight', 'Mysterion Rises' och 'Coon vs. Coon and friends' i säsong 14.
- 2013 satte Unga Dramaten i Stockholm upp en skräckmusikal med namnet Necronomicon där Cthulhu omnämns flitigt.